# Євангеліє, або благовістя благодухновенних євангелістів
«Євангеліє, або благовістя благодухновенних євангелістів» (або Почаївське Євангеліє) — найбільший український стародрук, який видано у друкарні Почаївського монастиря.
Надрукований церковнослов'янською мовою, шрифтом великого розміру (так званим євангельським).
Довжина книги — 51, ширина — 34, товщина — 9 см.
Загалом у 18 столітті Почаївська друкарня випустила 5 видань «Євангелія» (з них одне — малоформатне).
Якийсь час знаходилося в Церкві Чесного і животворящого Хреста Бучацького монастиря ЧСВВ.